# Volodîmîrivka, Kirovohrad
Volodîmîrivka (în ucraineană Володимирівка) este localitatea de reședință a comunei Volodîmîrivka din raionul Kirovohrad, regiunea Kirovohrad, Ucraina.

## Demografie
Componența lingvistică a localității Volodîmîrivka
     Ucraineană (95,84%)
     Rusă (2,08%)
     Română (1,73%)
Conform recensământului din 2001, majoritatea populației localității Volodîmîrivka era vorbitoare de ucraineană (95,84%), existând în minoritate și vorbitori de rusă (2,08%) și română (1,73%).